# Kernera saxatilis
Kernera es un género monotípico de plantas fanerógamas perteneciente a la familia Brassicaceae. Su única especie: Kernera saxatilis, es originaria de Europa.

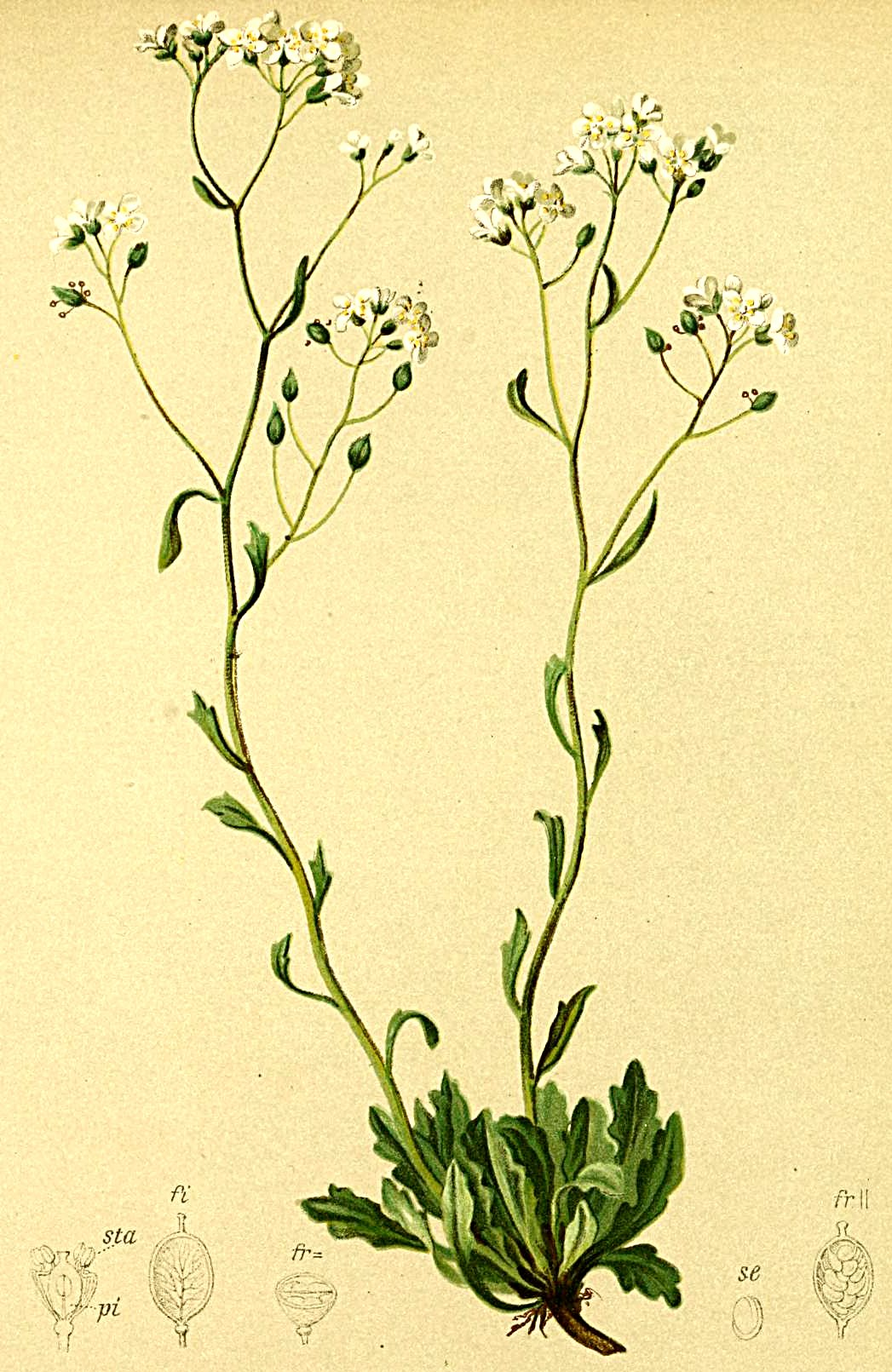
Ilustración.

## Descripción
Es una hierba perenne que alcanza un tamaño de 10 a 35 cm de alto más o menos cespitosa, glabra o pubescente. Las hojas son enteras o poco dentadas, los pétalos son blancos de 2 a 4 mm y florece de mayo a julio. Los frutos son silicuas de 2 a 4 mm, ovoides o elipsoidales con un nervio medial prominente en cada valva.

## Taxonomía
Kernera saxatilis fue descrita por (L.) Sweet y publicado en Hort. Brit. (Sweet) 467. 1826
Citología
Número de cromosomas de Kernera saxatilis (Fam. Cruciferae) y táxones infraespecíficos: 2n=14
Variedad aceptada
- Kernera saxatilis subsp. boissieri (Reut.) Charpin & Fern.Casas

Sinonimia
- Camelina myagrodes Moretti
- Camelina saxatilis Pers.
- Cochlearia decipiens Willk.
- Cochlearia saxatilis L.
- Crucifera kernera E.H.L.Krause
- Gonyclisia saxatilis (L.) Dulac
- Kernera decipiens (Willk.) Nyman
- Kernera myagrodes Medik.
- Kernera saxatilis (L.) Rchb.
- Kernera saxatilis subsp. saxatilis
- Myagrum alpinum Lapeyr.
- Myagrum auriculatum DC.
- Myagrum montanum Bergeret
- Myagrum saxatile (L.) L.
- Nasturtium saxatile Crantz[4]